# Distrikt Contamana
Der Distrikt Contamana liegt in der Provinz Ucayali in der Region Loreto in Nordost-Peru. Der Distrikt wurde am 13. Oktober 1900 gegründet. Er hat eine Fläche von 11.037 km². Beim Zensus 2017 wurden 23.883 Einwohner gezählt. Im Jahr 1993 lag die Einwohnerzahl bei 17.106, im Jahr 2007 bei 23.184. Sitz der Distriktverwaltung ist die 134 m hoch am Ostufer des Río Ucayali gelegene Provinzhauptstadt Contamana mit 17.429 Einwohnern (Stand 2017).

## Geographische Lage
Der Distrikt Contamana liegt am Westrand des Amazonasbeckens zentral im Süden der Provinz Ucayali. Die Längsausdehnung in SW-NO-Richtung beträgt knapp 230 km. Der Distrikt reicht im Westen bis zur Cordillera Azul. Der Río Pisqui durchfließt den Südwesten des Distrikts. Der Río Ucayali durchquert den Osten des Distrikts in nördlicher Richtung. Das Gebiet besteht hauptsächlich aus tropischem Regenwald. Im äußersten Westen liegt der Nationalpark Cordillera Azul, im äußersten Osten der Nationalpark Sierra del Divisor.
Der Distrikt Contamana grenzt im äußersten Südwesten an die Provinzen Leoncio Prado (Region Huánuco) und Bellavista (Region San Martín), im Nordwesten an den Distrikt Pampa Hermosa, im Nordosten an die Distrikte Vargas Guerra, Maquía und Alto Tapiche (die letzten beiden in der Provinz Requena), im Südosten an die Provinz Coronel Portillo (Region Ucayali), im zentralen Süden an den Distrikt Padre Márquez sowie im Südwesten an die Provinz Padre Abad (Region Ucayali).